# GC 함량

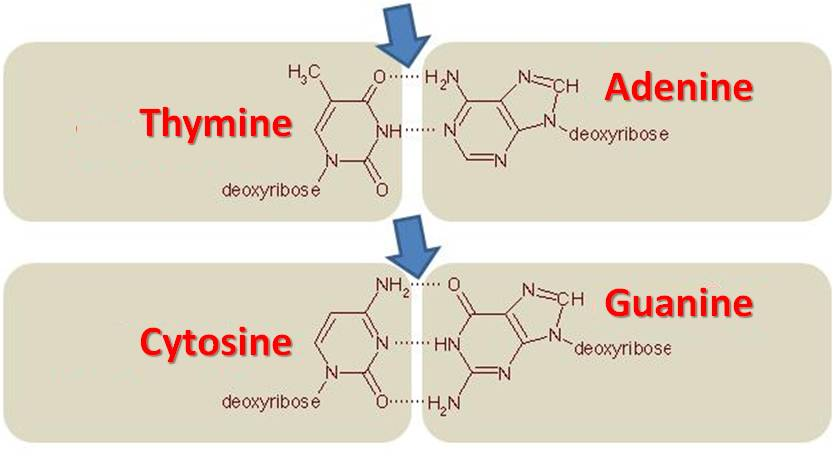
아데닌-티민, 구아닌-사이토신 결합을 나타내는 뉴클레오타이드 결합. 파란 화살표는 수소 결합을 의미한다.

분자생물학 및 유전학에서 GC 함량(구아닌-사이토신 함량, GC-content)은 DNA 또는 RNA에서의 구아닌과 사이토신의 백분율이다. GC 함량은 DNA의 아데닌과 티민, RNA의 아데닌과 유라실을 포함하여 암시 된 4개의 전체 염기 중 구아닌과 사이토신의 비율을 나타낸다.
GC 함량은 DNA 또는 RNA의 특정 단편 또는 전체 게놈에 대해 주어진다. 이것이 단편을 지칭할 때, 이는 개별 유전자 또는 유전자의 도메인, 유전자군, 비암호화 영역, 프라이머와 같은 합성 올리고뉴클레오타이드의 GC 함량을 나타낸다.

## 구조
정량적으로, 구아닌과 사이토신은 서로 특정한 수소 결합을 한다. 반면, 아데닌은 DNA에서 티민과, RNA에서 유라실과 특이적으로 결합한다. 각 GC 염기쌍은 3개의 수소 결합에 의해 함께 유지되고, AT 및 AU 염기쌍은 2개의 수소 결합에 의해 함께 유지된다. 이 차이를 강조하기 위해 수소 결합 쌍을  G≡C 대 A=T 또는 A=U로 표시한다.
GC 함량이 높을수록 DNA는 안정적이다. 그러나 수소 결합 자체는 분자 안정성에 유의미한 영향을 미치지 않으며, 이는 주로 염기 스태킹의 분자 상호 작용에 의해 야기된다. 높은 GC 함량을 갖는 핵산은 높은 내열성을 가졌음에도 불구하고, 세균에서의 일부 종에서는 높은 GC함량은 오토파지되어 세포의 수명을 감소하는 것으로 나타났다.

## 측정
GC 함량은 일반적으로 백분율 값으로 표현되지만, GC 비율(GC ratio)로도 표시된다. GC 함량 백분율은 다음과 같이 계산한다.
{\displaystyle {\cfrac {G+C}{A+T+G+C}}\times 100\%}
A-T/G-C 비율은 다음과 같이 계산한다.
{\displaystyle {\cfrac {A+T}{G+C}}} .
GC 비율뿐만 아니라 GC 함량은 분광광도법을 사용하여 측정할 수 있다. DNA 이중 나선의 용융 온도를 측정함으로써 알 수 있다.  260nm의 파장에서 DNA의 흡광도는 이중 가닥이 단일 가닥으로 분리될 때 급격히 증가한다. GC 비율을 결정하기 위해 가장 일반적으로 사용되는 프로토콜은 유세포 분석을 사용한다.

## 게놈 내용

### 게놈 내 변이
게놈 내 GC 비율은 가변적인 것으로 밝혀졌다. 복잡한 유기체의 게놈 내에서 GC 비율의 변화는 isochores라는 작은 섬(islet) 영역을 갖는 모자이크와 같은 것을 형성한다. 이것은 염색체의 염색 강도의 변화를 초래한다. GC 풍부 isochores는 전형적으로 그 안에 많은 단백질 암호화 유전자를 포함한다. 따라서 이들 특정 영역의 GC 비율의 결정은 게놈의 유전자 풍부 영역을 맵핑하는데 기여한다.

### 암호화 서열
게놈 서열의 긴 영역 내에서, 유전자는 종종 전체 게놈에 대한 배경 GC 함량과 대조적으로 더 높은 GC 함량을 갖는 것을 특징으로 한다. 유전자의 암호화 영역의 길이와 GC 비율간의 증거는 암호화 서열의 길이가 더 긴 GC 함량에 비례한다는 것을 보여주었다. 이는 종결 코돈이 아데닌과 티민에 대한 편향을 가지며, 서열이 짧을수록 AT 편향이 높다는 사실이 밝혀졌다.
포유 동물에서 1,000개 이상의 이종상 동성 유전자의 비교는 30% 미만 혹은 80% 이상의 범위로, 제 3 코돈 위치 GC 함량의 게놈 내 변이가 현저하게 나타났다.

### 게놈 간 변이
GC 함량은 상이한 유기체에 따라 가변적인 것으로 밝혀졌으며,이 과정은 선택, 돌연변이 편향 및 편향된 재조합 관련 DNA 수선의 변화에 의해 기여되는 것으로 예상된다.
인간 게놈의 평균 GC 함량은 100Kb 단편에 걸쳐 35%~60%이며, 평균 41%이다. 효모(Saccharomyces cerevisiae)의 GC 함량은 38%이며, 애기장대의 GC 함량은 36%이다. 유전 부호의 특성으로 인해 유기체의 GC 함량이 0% 또는 100%에 가까운 게놈을 갖는 것은 사실상 불가능하다. 그러나 GC 함량이 매우 낮은 종은 Plasmodium falciparum이 존재하며(GC % = ~ 20 %)이며, 일반적으로 GC가 아니라 AT가 풍부한 것으로 언급한다.

## 응용

### 분자생물학
중합효소 연쇄 반응(PCR)에서, 프라이머로 알려진 짧은 올리고뉴클레오티드의 GC 함량은 종종 주형 DNA에 대한 용융 온도(annealing temperature)를 예측하는 데 사용한다. GC 함량이 더 높으면, 용융 온도도 더 높다.

### 계통분류학
비진핵 생물 분류법에서 종 문제(species problem)는 세균 분류에 대한 다양한 제안을 가져왔으며, '세균 체계의 접근 조정에 대한 임시위원회'는 상위 계층적 분류에서 GC 비율의 사용을 권장했다. 예를 들어, 방선균은 GC 함량이 높은 세균이다. 또한 Streptomyces coelicolor A3(2)에서의 GC 함량은 72%이다.

## 소프트웨어 도구
GCSpeciesSorter 및 TopSort는 GC 함량에 따라 종을 분류하기 위한 소프트웨어 도구이다.

## 같이 보기
- 코돈 사용빈도 편향